# Microrregión de São José do Río Preto
La microrregión de São José do Rio Preto es una de las microrregiones del estado brasilero de São Paulo perteneciente a la Mesorregión de São José do Río Preto. Tiene una población de 763.534 habitantes (IBGE/2010) y está dividida en 29 municipios. Posee un área total de 10.397,8 km².

## Municipios
- Adolfo
- Altair
- Bady Bassitt
- Bálsamo (São Paulo)
- Cedral
- Guapiaçu
- Guaraci
- Ibirá
- Icém
- Ipiguá
- Jaci
- José Bonifácio
- Mendonça
- Mirassol
- Mirassolândia
- Nova Aliança
- Nova Granada
- Olímpia
- Onda Verde
- Orindiúva
- Palestina
- Paulo de Faria
- Planalto
- Potirendaba
- São José do Rio Preto
- Tanabi
- Ubarana
- Uchoa
- Zacarias